# Stalker (film)
Stalker  (izvirno rusko Ста́лкер) je sovjetsko-ruski kultni znanstvenofantastični film režiserja Andreja Arsenjeviča Tarkovskega in prva ekranizacija znanstvenofantastičnega romana Piknik na robu ceste (Пикник на обочине) bratov Strugacki iz leta 1972.
Na osnovi skice prvega scenarija je izšel tudi kratek roman Stroj želja (Машина желаний), ki pa se je precej razlikoval od končnega filma. V Pikniku na robu ceste je poapokaliptična divjina, z imenom Cona, polna nenavadnih predmetov in pojavov, ki kljubujejo znanim zakonom narave. Stalker, vodnik v Cono, ima navado da meče kovinske matice pred seboj. Tudi liki v Pikniku na robu ceste počnejo nekaj podobnega, kadar sumijo da se nahajajo blizu gravitacijskih nepravilnosti, ki bi jih lahko zdrobile.
Pisatelja sta v romanu uporabila angleško besedo »stalker« v arhaičnem pomenu.

## Zgodba
Film opisuje potovanje treh mož, ki potujejo skozi Cono, da bi našli sobo, kjer se lahko izpolnijo najgloblje želje. Junak filma vodi druga dva, razočaranega in ciničnega Pisatelja, ter tihega Profesorja, ki z razlogom skrbno čuva svoj nahrbtnik. Zgodba se dogaja v neimenovanem majhnem mestu na robu Cone, divjem območju, ki ga je z nadzornimi policijskimi silami obdala vlada. Film nakazuje, da je bila Cona prizorišče padca meteorskega roja (pred 20. leti) ali morda pristanka NLP. Stalker dela kot divji vodič za potovanje skozi Cono in še posebej do sobe, ki baje izpolnjuje želje.
Zgodba se začne s Stalkerjem v svojem domu z ženo in hčerko. Gre v bar kjer sreča Pisatelja in Profesorja, ki bosta njegovi novi stranki za naslednji izlet v Cono. Pisatelj in Profesor nimata imen, in tako ju kliče tudi Stalker. Njegov učitelj je uvedel nepisano pravilo stalkerjev, da ne smejo nikoli vstopiti v prepovedano sobo. Vozijo se mimo vojaško-policijske zapore, ki straži Cono, in se z majhnim železniškim vozičkom zapeljejo v srce Cone.
V Coni jima Stalker pove, da morata delati natančno tako kot jima reče, ker drugače ne bosta preživela zaradi nevarnosti okoli njih. Varne poti preskuša z metanjem pred seboj kovinskih matic, povezanih s trakovi iz blaga. Cona je po navadi mirna in neškodljiva, brez vidnih nevarnosti. Pisatelj dvomi, da nevarnosti res obstajajo, Profesor pa se raje ravna po Stalkerjevih nasvetih.
Velik del filma se posveti potovanju skozi nevarno Cono in filozofskim razpravam, ki si jih liki izmenjujejo, o razlogih za obisk sobe. Najprej hodijo prek travnikov in nato v zgradbo skozi tunel, ki ga Stalker imenuje »mesoreznica«. Čeprav Stalker ves čas opozarja na veliko nevarnost, se možem nikoli ne zgodi kaj hudega. Njihovo potovanje se konča, ko prispejo pred vhod v sobo.
V tem trenutku Profesor v telefonskem pogovoru enemu svojih prijateljev razkrije svoje resnične motive za obisk sobe. S seboj je prinesel bombo in se je namenil sobo uničiti, ker se je bal, da bi jo zlobneži izrabili v zasebne namene. Možje se skregajo in fizično udarijo, nazadnje pa se Profesor odloči, da bombe ne bo uporabil. Klasični tarkovski dolgi kader s kamero v sobi pusti može zunaj in se ne razjasni ali bodo sploh kdaj vstopili.
Naslednji prizor kaže Stalkerja, Pisatelja in Profesorja nazaj v baru. Pisatelj in Profesor oddideta, prispe pa Stalkerjeva žena z otrokom. Ko Stalker s svojo družino zaupusti bar, je moč videti, da je njegov otrok, z imenom Opica, pohabljen in ne more hoditi. Pogovor razkrije, da je njegovo stanje posledica conskega vpliva. Film se konča z daljšim prizorom otroka samega v kuhinji. Recitira pesem, se nasloni na mizo in s pomočjo telekineze odriva posodo na tla.
V filmu se pojavljajo pesmi Tjutčeva in očeta Tarkovskega Arsenija, navedki iz novozavezne Apokalipse, Evangelija po Luku in iz Lao Cejeve knjige Tao Te Čing.

## Slog in teme
Kakor drugi filmi Tarkovskega Stalker temelji na dolgih prizorih s počasnim, finim gibanjem kamere. Na ta način zavrača običajno uporabo hitre montaže za opis pripovedi in doseže umetne dramatične vrhunce. Podaljšano snemanje Tarkovskega zajame pesniško realnost, ki je naturalistična, in še vedno zelo oddaljena od vsakdanje zaznave. Podobno kot v svojem filmu Solaris Tarkovski precej svojevoljno spreminja scenarij, da bi poudaril filozofske in metafizične vidike, ki ga najbolj zanimajo. Tako film sicer ohranja nekaj znanstvenofantastičnih primesi iz romana, drugače pa se največ ukvarja s temami osebne vere, ki so za Tarkovskega pomembne.

## Snemanje
To je bil drugi znanstvenofantastični film Tarkovskega. Kakor pri prvem filmu je tudi tukaj Tarkovski za potrebe pripovedi in problemov priredil scenarij.
Osrednji del filma so posneli v nekaj dneh v zapuščeni hidroelektrarni na reki Jegala blizu Talina v Estoniji. Ko se je ekipa vrnila v Moskvo, so ugotovili, da film ni bil pravilno razvit. Snemali so s preskusno Kodakovo opremo in laboratoriji v SZ je niso poznali. Domnevali so tudi, da so sovjetske oblasti namenoma napačno ravnale s filmsko opremo. Tarkovski se je uradno razjezil na oblast, ne zaradi politične drže, saj je redkokdaj govoril o politiki, ampak zato, ker se je film ukvarjal z duhovnostjo in iskanjem boga. Njegovi filmi so bili pri oblasteh sumljivi, vendar so bili relativno priljubljeni, zato so mu tudi dovolili nadaljevati snemanja filmov.
Med snemanjem, še preden so odkrili nepravilnosti s filmskim materialom, je snemanje zapustil snemalec Georgij Rerberg. Ko so našli napako, je Tarkovski posnel že vse zunanje prizore. Navajali so, da je bil Tarkovski dejansko srečen, ker se je film pokvaril, saj naj ne bi bil zadovoljen s posnetim. Temu oporekajo. Druga zgodba navaja, da naj bi bil Tarkovski potrt, in je hotel nadaljnjo izdelavo filma takoj končati.
Po izgubi filma so sovjetske filmske uprave hotele prekiniti snemanje, in ga tudi uradno preklicale. Tarkovski je prišel z rešitvijo. Prosil je, da bi naredil film v dveh delih, kar je pomenilo dodatne roke in več stroškov. Na koncu je še enkrat posnel skoraj cel film z novim snemalcem Aleksandrom Knjažinskim. FIlm je oblikoval bolj kot filozofsko metaforo in ne toliko kot odkrito znanstveno fantastiko. Med dejanskim snemanjem je stalno na lstno pest spreminjal scenarij, kakor tudi v poprodukciji.
Po pričevanju Vladimirja Šaruna se je blizu snemanja nahajala kemijska tovarna, ki je spuščala strupene kemične spojine v reko. V enem prizoru v filmu je moč celo videti kako v času poletja pada sneg, po reki pa teče bela pena, ki je bila dejansko smrtonosni strup. Veliko žensk v filmski ekipi je dobilo alergijske reakcije po obrazu. Tarkovski je umrl zaradi raka, kakor tudi Solonicin. Ko je v Parizu zaradi iste bolezni umrla Larisa Tarkovski, je postalo jasno, da gre za strup.
Obstaja pokazatelj, da je na film vplivala nesreča v tovarni predelave jedrskega goriva Majak, severozahodno od Čeljabinska, leta 1957, kjer je nastala več tisoč kvadratnih kilometrov velika puščavska »cona« zunaj reaktorja. Sedem let kasneje je černobilska jedrska katastrofa zaključila krog. Tisti, ki so zaposleni pri ohranjanju zapuščene jedrske elektrarne, se imenujejo »stalkerji«, območje okrog poškodovanega reaktorja pa se imenuje »Cona«.

## Vloge
- Aleksander Leonidovič Kajdanovski - Stalker
- Nikolaj Grigorjevič Grinko - Profesor
- Anatolij Aleksejevič Solonicin - Pisatelj
- Fajme Jurna
- Oleg Fjodorov
- Alisa Brunovna Frejndlih - Stalkerjeva žena
- Nataša Abramova - Marta, Stalkerjeva hči
- Je. Kostin - Ljuger, točaj
- R. Rendi - Patruljni policaj